# Halowe Mistrzostwa Europy w Lekkoatletyce 2011 – bieg na 60 m mężczyzn
Bieg na 60 metrów mężczyzn – jedna z konkurencji rozegranych podczas halowych lekkoatletycznych mistrzostw Europy w hali Palais Omnisports de Paris-Bercy w Paryżu.
Złoty medalista – Portugalczyk Francis Obikwelu na rozegranych tydzień przed halowymi mistrzostwami Europy mistrzostwach kraju przegrał w finale biegu na 60 metrów z Arnaldo Abrantesem.

## Terminarz
| Data    | Godzina |            |
| ------- | ------- | ---------- |
| 5 marca | 10:30   | Eliminacje |
| 5 marca | 18:10   | Półfinał   |
| 6 marca | 16:55   | Finał      |

## Rezultaty

### Eliminacje
Rozegrano 5 biegów eliminacyjnych, do których przystąpiło 35sprinterów. Awans do półfinału dawało zajęcie jednego z pierwszych czterech miejsc w swoim biegu (Q). Skład półfinałów uzupełniło czterech zawodników z najlepszymi czasami wśród przegranych (q).

#### Bieg 1
| Poz. | Tor | Zawodnik          | Reprezentacja | Czas | Uwagi  |
| ---- | --- | ----------------- | ------------- | ---- | ------ |
| 1    | 6   | Pascal Mancini    | Szwajcaria    | 6,61 | Q, PB  |
| 2    | 8   | Brian Mariano     | Holandia      | 6,68 | Q      |
| 3    | 1   | Rytis Sakalauskas | Litwa         | 6,70 | Q, =PB |
| 4    | 4   | Libor Zilka       | Czechy        | 6,71 | Q      |
| 5    | 3   | Michael Tumi      | Włochy        | 6,72 | q      |
| 6    | 2   | Christian Blum    | Niemcy        | 6,80 |        |
| 7    | 5   | Federico Gorrieri | San Marino    | 7,13 | PB     |
| 8    | 7   | Andrew Cavilla    | Gibraltar     | 7,61 |        |

#### Bieg 2
| Poz. | Tor | Zawodnik               | Reprezentacja        | Czas | Uwagi  |
| ---- | --- | ---------------------- | -------------------- | ---- | ------ |
| 1    | 8   | Francis Obikwelu       | Portugalia           | 6,61 | Q, SB  |
| 2    | 7   | Martial Mbandjock      | Francja              | 6,66 | Q, =SB |
| 3    | 3   | Emanuele Di Gregorio   | Włochy               | 6,70 | Q      |
| 4    | 4   | Iván Mocholí           | Hiszpania            | 6,74 | Q      |
| 5    | 5   | Dario Horvat           | Chorwacja            | 6,81 |        |
| 6    | 2   | Harry Aikines-Aryeetey | Wielka Brytania      | 6,94 |        |
| 7    | 6   | Ilija Cvijetić         | Bośnia i Hercegowina | 6,94 | NR     |

#### Bieg 3
| Poz. | Tor | Zawodnik            | Reprezentacja | Czas | Uwagi  |
| ---- | --- | ------------------- | ------------- | ---- | ------ |
| 1    | 4   | Christophe Lemaitre | Francja       | 6,59 | Q      |
| 2    | 8   | Cédric Nabe         | Szwajcaria    | 6,64 | Q, PB  |
| 3    | 3   | Arnaldo Abrantes    | Portugalia    | 6,65 | Q, =PB |
| 4    | 2   | Ryan Moseley        | Austria       | 6,69 | Q, SB  |
| 5    | 7   | Jan Veleba          | Czechy        | 6,69 | q      |
| 6    | 6   | Ruslan Abbasov      | Azerbejdżan   | 6,77 | SB     |
| 7    | 5   | Jarkko Ruostekivi   | Finlandia     | 6,82 |        |

#### Bieg 4
| Poz. | Tor | Zawodnik          | Reprezentacja   | Czas | Uwagi  |
| ---- | --- | ----------------- | --------------- | ---- | ------ |
| 1    | 4   | Ronalds Arājs     | Łotwa           | 6,70 | Q      |
| 2    | 7   | Joel Fearon       | Wielka Brytania | 6,70 | Q      |
| 3    | 8   | Patrick van Luijk | Holandia        | 6,71 | Q      |
| 4    | 3   | Stefan Tärnhuvud  | Szwecja         | 6,72 | Q, =PB |
| 5    | 2   | Hannu Hämäläinen  | Finlandia       | 6,75 | q      |
| 6    | 5   | Aleksandr Szpajer | Rosja           | 6,75 | q      |
| 7    | 6   | Arman Andreasjan  | Armenia         | 6,93 | NR     |

#### Bieg 5
| Poz. | Tor | Zawodnik              | Reprezentacja   | Czas | Uwagi  |
| ---- | --- | --------------------- | --------------- | ---- | ------ |
| 1    | 8   | Jonathan Åstrand      | Finlandia       | 6,70 | Q, PB  |
| 2    | 2   | Alaksandr Linnik      | Białoruś        | 6,70 | Q, =PB |
| 3    | 4   | Dwain Chambers        | Wielka Brytania | 6,71 | Q      |
| 4    | 7   | Ángel David Rodríguez | Hiszpania       | 6,74 | Q      |
| 5    | 5   | Ággelos Aggelákis     | Grecja          | 6,77 |        |
| 6    | 6   | Panajotis Joanu       | Cypr            | 6,80 |        |
| –    | 3   | Martin Keller         | Niemcy          | –    | DNS    |

### Półfinał

#### Bieg 1
| Poz. | Tor | Zawodnik              | Reprezentacja   | Czas | Uwagi |
| ---- | --- | --------------------- | --------------- | ---- | ----- |
| 1    | 3   | Dwain Chambers        | Wielka Brytania | 6,61 | Q     |
| 2    | 2   | Martial Mbandjock     | Francja         | 6,61 | Q     |
| 3    | 6   | Arnaldo Abrantes      | Portugalia      | 6,66 |       |
| 4    | 7   | Pascal Mancini        | Szwajcaria      | 6,67 |       |
| 5    | 8   | Libor Zilka           | Czechy          | 6,68 |       |
| 6    | 1   | Aleksandr Szpajer     | Rosja           | 6,68 |       |
| 7    | 4   | Ángel David Rodríguez | Hiszpania       | 6,76 |       |
| 8    | 5   | Jonathan Åstrand      | Finlandia       | 6,77 |       |

#### Bieg 2
| Poz. | Tor | Zawodnik             | Reprezentacja | Czas | Uwagi  |
| ---- | --- | -------------------- | ------------- | ---- | ------ |
| 1    | 4   | Christophe Lemaitre  | Francja       | 6,55 | Q, EL  |
| 2    | 5   | Brian Mariano        | Holandia      | 6,60 | Q, NR  |
| 3    | 7   | Emanuele Di Gregorio | Włochy        | 6,62 | q, =SB |
| 4    | 6   | Cédric Nabe          | Szwajcaria    | 6,62 | q, PB  |
| 5    | 3   | Rytis Sakalauskas    | Litwa         | 6,71 |        |
| 6    | 1   | Hannu Hämäläinen     | Finlandia     | 6,71 |        |
| 7    | 2   | Iván Mocholí         | Hiszpania     | 6,71 |        |
| 8    | 8   | Stefan Tärnhuvud     | Szwecja       | 6,72 | =PB    |

#### Bieg 3
| Poz. | Tor | Zawodnik          | Reprezentacja   | Czas | Uwagi |
| ---- | --- | ----------------- | --------------- | ---- | ----- |
| 1    | 3   | Francis Obikwelu  | Portugalia      | 6,61 | Q, SB |
| 2    | 8   | Ryan Moseley      | Austria         | 6,68 | Q, SB |
| 3    | 4   | Joel Fearon       | Wielka Brytania | 6,69 |       |
| 4    | 7   | Patrick van Luijk | Holandia        | 6,70 |       |
| 5    | 1   | Jan Veleba        | Czechy          | 6,71 |       |
| 6    | 5   | Alaksandr Linnik  | Białoruś        | 6,71 |       |
| 7    | 2   | Michael Tumi      | Włochy          | 6,71 |       |
| 8    | 6   | Ronalds Arājs     | Łotwa           | 6,78 |       |

### Finał
| Poz. | Tor | Zawodnik             | Reprezentacja   | Czas | Uwagi |
| ---- | --- | -------------------- | --------------- | ---- | ----- |
|      | 3   | Francis Obikwelu     | Portugalia      | 6,53 | NR EL |
|      | 6   | Dwain Chambers       | Wielka Brytania | 6,54 | SB    |
|      | 4   | Christophe Lemaitre  | Francja         | 6,58 |       |
| 4    | 2   | Emanuele Di Gregorio | Włochy          | 6,59 | PB    |
| 5    | 7   | Martial Mbandjock    | Francja         | 6,61 | =PB   |
| 6    | 5   | Brian Mariano        | Holandia        | 6,64 |       |
| 7    | 1   | Cédric Nabe          | Szwajcaria      | 6,67 |       |
| 8    | 8   | Ryan Moseley         | Austria         | 6,68 | =SB   |